# Puntland
Puntland je autonomní stát uvnitř Somálska, který však není mezinárodním společenstvím uznáván. Svou nezávislost vyhlásil v roce 1998. Na rozdíl od sousedního Somalilandu však neusiluje o úplné trvalé odtržení od samotného Somálska, ale je pro jednotu somálského lidu a vytvoření fungujícího federativního státu.
Název je odvozen od země Punt, o které se zmiňují staroegyptské prameny a o níž se někteří domnívají, že existovala na území dnešního Somálska.
Puntland má vlastního prezidenta i armádu. Ovšem znak a hymna Puntlandu jsou shodné se somálskými státními symboly.

## Dějiny
Území bylo ve starověku osídleno převážně somálskými kmeny. Přibližně koncem roku 900 n. l. pronikl do oblasti islám, který si v této oblasti udržel dominantní postavení.
V období novověku v severovýchodní oblasti Somálska, respektive na území dnešního Puntlandu, existovaly tři sultanáty: Obbia (1885–1925), sultanát ve východním Sanaagu (1896–1925) a Midžurtin (1901–1927). Italská a britská kolonizace však tyto entity zničila. Roku 1960 získalo území nezávislost a byl vyhlášen Somálský stát, který byl však zmítán nepokoji, občanskou válkou a dnes jako stát de facto neexistuje. V roce 1991 se odtrhlo území bývalého Britského Somálska a vyhlásilo nezávislý stát Somaliland, který také není mezinárodně uznán. Jelikož Somálsko nemělo stabilní vládu a zmítalo se v krizi, rozhodl se vyhlásit nezávislost i Puntland.
Od roku 1998 tak funguje jako de facto nezávislý stát s vlastní vládou. V případě, že by se situace v Somálsku stabilizovala, Puntland je připraven stát se jeho autonomní součástí. O čemž může svědčit i užívání stejných státních symbolů, „somálských“ symbolů.
Oba útvary, jak Somaliland, tak Puntland, byly a jsou ekonomicky a politicky podporovány sousední Etiopií, tzn. somálským nepřítelem.

### Po vyhlášení nezávislosti
Prvním puntlandským vůdcem, respektive prezidentem, se roku 1998 stal Abdullahi Yusuf Ahmed, který svůj post zastával do roku 2001, kdy jej po prezidentských volbách nahradil Jama Alí Jama. Předchozí prezident však odmítl uznat výsledek voleb a rozhořely se boje a nespokojený bývalý vůdce, Yusuf Ahmed, napadl a obsadil hlavní město Puntlandu, Garoowe. Střety pokračovaly až do května 2002. V roce 2004 se stal Yusuf Ahmed prezidentem Somálska.
V prosinci 2004 zasáhla pobřeží vlna tsunami, která byla následkem zemětřesení v Indickém oceánu. Avšak jeho hrozivé důsledky byly v porovnání s jinými zasaženými oblastmi mezinárodním společenstvím ignorovány, respektive Puntlandu nebyla věnována adekvátní pozornost a potřebná humanitární pomoc.
V lednu 2005 byl zvolen novým prezidentem generál Mohamud Muse Hersi.
V listopadu roku 2006 Svaz islámských soudů (the Union of Islamic Court, UIC), obsadil strategicky položenou osadu Bandirradley, ležící blízko puntlandských hranic v regionu Mudug. Mluvčí UIC se poté nechal slyšet, že plánují postup na Gaalkacyo. Poté současný prezident, generál Adde, oznámil, že bude vládnout podle islámského práva šaría, ale odlišně než Svaz islámských soudů. Důvodem byla snaha zabránit zpolitizování regionů a šíření islámského militarismu. Generál také prohlásil, že Puntland bude vzdorovat každému útoku tohoto uskupení.
V dubnu 2024 Puntland oznámil, že bude fungovat jako funkčně nezávislý stát uprostřed sporu o somálské ústavní změny.
Od vyhlášení nezávislosti má Puntland územní spory se sousedním Somalilandem o regiony Sanaag a Sool, které byly v minulosti součástí Britského Somálska, tedy dnešního Somalilandu. Ani hranice mezi Somalilandem a Puntlandem oficiálně neexistují. Spory se rozostřily poté, co puntlandská vláda prodala těžební práva australské společnosti i v těchto sporných oblastech.
Konflikt vyústil v říjnu 2007, kdy Las Anod, hlavní regionální centrum Soolu, ovládl Somaliland.
Od roku 2008 trápí obyvatele Puntlandu velká sucha. Vláda musela požádat neziskové organizace o pomoc, zejména se zásobováním vody a jídla pro obyvatele v nejvíce postižených oblastech.

## Politika
Prvním vůdcem Puntlandu se po vyhlášení nezávislosti roku 1998 stal Abdullahi Yusuf Ahmed, který byl známý pro svůj autoritářský postoj. V čele Puntlandu stál tři roky.
14. listopadu 2001 byl zvolen delegací tradičních vůdců nový prezident Puntlandu, Jama Alí Jama. Předchozí prezident odmítl uznat výsledek voleb a rozhořely se boje a nespokojený Yusuf Ahmed napadl a obsadil hlavní město Puntlandu, Garoowe. Střety pokračovaly až do května 2002. Abdullahi Yusuf Ahmed se stal v roce 2004 prezidentem Somálska.
V prezidentských volbách (volili členové parlamentu) 8. ledna 2005 byl zvolen generál Mohamud Muse Hersi, zvaný také generál Adde.
V zemi jsou zakázány politické strany. Výkonná moc je v rukou prezidenta, viceprezidenta a sboru devíti nominovaných ministrů. Funkcí viceprezidenta je asistovat prezidentovi a v případě jeho absenci jej zastupovat. Je volen sněmovnou ve spolupráci s prezidentem. I sbor ministrů má za úkol radit prezidentovi ve vládních záležitostech. Vláda je kolektivně odpovědná parlamentu za státní politiku. Moc zákonodárnou má jednokomorová Sněmovna reprezentantů tvořená 66 členy, z nichž je žen pět. Sněmovně předsedá prezident. Soudní moc vykonávají tři soudy, z nichž nejvýše postavený je Nejvyšší soud. Jeho soudci jsou jmenováni prezidentem a schváleni Sněmovnou reprezentantů.

## Administrativní členění

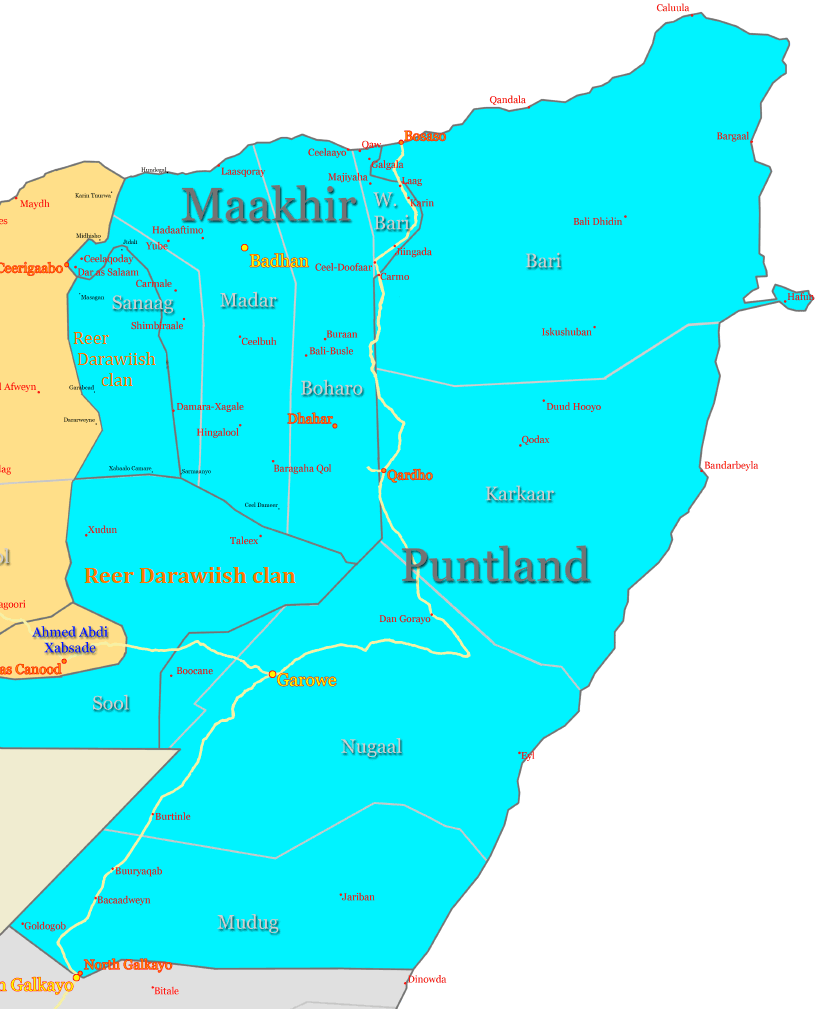
Administrativní mapa Puntlandu

Puntland zaujímá 7 regionů na území Somálska:
- Nugaal
  - Garoowe – hlavní město
  - Eyl
  - Burtinle
  - Dangorayo

- Bari
  - Bosaso (Boosaaso) – největší město, ekonomické centrum
  - Qandala
  - Carmooyin
  - Bali Dhidhin
  - Qaw
  - Calula
  - Bargaal
  - Galgala
  - Hafun
  - Isku-Shuban
  - Qodax
  - Yalhoo
  - Xidda

- Karkaar
  - Qardho
  - Bandar Beyla
  - Dud hooye

- Mudug
  - Gaalkacyo – regionální centrum
  - Galdogob
  - Jiriiban
  - Bacaadweyn
  - Tuulo Buuryaqab
  - Bursaalax

Sporné oblasti, které jsou nárokovány jak Puntlandem, tak Somalilandem:
- Sool
  - Las Anod (Laascaanood)– regionální centrum, město od října 2007 kontrolováno Somalilandem
  - Taleex
  - Yagoori
  - Xudun
  - Boame
  - Kalabaydh

- Sanaag
  - Ceerigaabo – regionální centrum
  - Lasqoray
  - Badhan
  - Dhahar
  - Hadaftimo
  - Xingalool

- Ayn (Cayn)
  - Buuhoodle – regionální centrum
  - Widhwidh
  - Horufadhi

Důležitá města
- Garoowe – hlavní město
- Bosaso – největší město, ekonomické centrum
- Gardo
- Las Anod
- Galkacyo

„Ayn“ je název puntlandské vlády pro oblast jihovýchodního regionu Togdheer nárokovanou také Somalilandem.
Od té doby, co Maakhir vyhlásil autonomii (1. června 2007), Puntland nespravuje východní část Sanaagu. Tu si však stále nárokuje, obdobně jako Somaliland. A od října 2007 nemá pod kontrolou ani Sanaag, ani Sool.

## Geografie

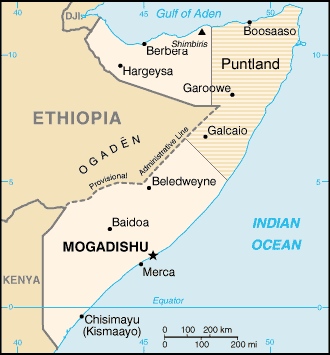
Puntland na mapě Somálska

Puntland se nachází v samotné „špičce“ Afrického rohu a je omýván vodami Adenského zálivu a Indického oceánu. Zabírá přibližně 1/3 Somálska. Na severozápadě sousedí se Somalilandem, na jihozápadě s Etiopií a na jihu se zbytkem Somálska. Pobřeží je 1 600 kilometrů dlouhé.

### Podnebí
Jedná se o polosuchou oblast s teplým klimatem (tropická pouštní vedra) a průměrnými denními teplotami v rozmezí 27 až 37 stupňů Celsia.
Roční období
- Leden–březen – největší období sucha v roce (Jilal)
- Duben–červen – hlavní období dešťů (Gu)
- Červenec–září – druhé období sucha (Xagaa)
- Říjen–prosinec – nejkratší období, období dešťů (Dayr)

## Obyvatelstvo
Odhadovaný počet obyvatel Puntandu jsou 2,4 miliony, z nichž 65 % jsou kočovníci. Tempo růstu počtu obyvatel se zvyšuje v důsledku přílivu utečenců z okolních oblastí postižených válkou, například z jižního Somálska.
V současné době žije 30 % obyvatel v městech Bosaso, Las-Anod, Garoowe a Galkacyo.
Z celkové populace tvoří 70 % obyvatelstvo pod věkovou hranicí 30 let.
Převládajícím náboženstvím je sunitský islám a úředními jazyky jsou arabština a somálština. Oba jazyky jsou součástí afroasijské jazykové rodiny, přičemž arabština patří do semitské a somálština do kušitské jazykové skupiny.

## Hospodářství
Hlavními zdroji příjmů Puntlandu je zemědělství, chov hospodářských zvířat, rybaření (vývoz obrovského množství ryb) a remittence, tedy peněžní obnos, který posílají občané pracující v zahraničí svým příbuzným zpět do země svého původu.
V oblasti Lasqorey vznikla továrna na zpracování ryb, která produkuje obrovské množství tuňáků; její produkty najdeme nejen v Puntlandu, ale i mimo tuto oblast. Obdobná továrna se také staví v Habo, což pomůže lokálně snížit chudobu a nezaměstnanost.
V této oblasti se také nacházejí zatím nevyužívané zásoby ropy a minerálů. Proto se současná vláda snaží podporovat zahraniční investory k těžbě a objevování přírodních zdrojů. V současnosti zde působí dvě společnosti:
- australská Range Resources Limited
- kanadská Africa Oil Corporation.

Vláda podepsala smlouvu s těmito společnostmi a zaručila jim tak práva na tento průzkum a potažmo těžbu v regionech Bari, Nugaal, Mudug, ale i sporném Soolu, Sanaagu a Aynu. Proto dnes čelí vláda nejen kritice ze strany Somálska, ale i uvnitř Puntlandu. Proto také bylo vytvořeno Hnutí jednotného severního Somálska (NSUM – Northern Somali Unionist Movement), které prosazuje zájmy obyvatel regionů Sool, Sanaag a Aynu (Caynu) a jejich právo na zdejší nerostné bohatství. A tudíž společnosti, které zde chtějí těžit či hledat nerostné zdroje, potřebují smlouvy s kompetentními vůdci místních klanů.

## Média
Svoboda slova teoreticky existuje, ale v praxi není dodržována. Nevychází zde žádné zpravodajské noviny. Avšak fungují dvě soukromé televizní stanice a čtyři rozhlasové stanice, z nichž jedna je pod vlivem puntlandských politických autorit (Radio Gaalkacyo).